# Asiatiska spelen 2018
Asiatiska spelen 2018, även kända som den XVIII Asiaden, hölls i Jakarta och Palembang i Indonesien mellan den 18 augusti och 2 september 2018, det var de artonde asiatiska spelen. Samtliga de 45 medlemsländerna i Asiens olympiska råd deltog i spelen och totalt deltog 11300 aktiva i 465 tävlingar i 40 olika sporter.
Detta var den andra gången spelen anordnades i Indonesien och den första någonsin de hållits i två städer. Jakarta hade tidigare stått värd för spelen 1962.
Totalt delades 1552 medaljer ut (465 guld, 465 silver och 622 brons). Av de 45 deltagande länderna tog 36 minst en medalj. Det land som tog flest guldmedaljer var Kina (132 stycken), följt av Japan (75 stycken) och Sydkorea (49 stycken). Under tävlingarna sattes sex nya världsrekord, 18 asiatiska rekord och 86 mästerskapsrekord.

## Sporter
Totalt anordnades 465 tävlingar i 40 olika sporter. Programmet var det näst största i spelens historia efter Guangzhou 2010 och inkluderade samtliga olympiska sporter utom surfing. Demonstrationssporter var e-sport och kanotpolo.
| Badminton Baseboll Basket 3x3 5x5 Bordtennis Bowling Boxning Bridge Brottning Bågskytte Cykelsport Bana BMX Landsväg Mountainbike Fotboll Friidrott Fäktning | Golf Gymnastik Artistisk Rytmisk Trampolin Handboll Judo Jet ski Kabaddi Kampsport Jujitsu Kurash Pencak silat Sambo Wushu Kanotsport Drakbåt Slalom Sprint | Karate Landhockey Ridsport Rodd Rullskridskosport Inlines Skateboard Rugby Segling Sepaktakraw Simsport Konstsim Simhopp Simning Vattenpolo Skytte Skärmflygning Softboll Sportklättring | Squash Taekwondo Tennis Soft tennis Tennis Triathlon Tyngdlyftning Volleyboll Beachvolleyboll Volleyboll |

## Medaljfördelning
Kina dominerade tävlingarna och tog 132 guldmedaljer, värdnationen Indonesien presterade bättre än i de tidigare asiatiska spel de deltagit i och tog 31 guldmedaljer och 98 medaljer totalt.
  *   Värdnation
| Pl.    | Nation                | Guld | Silver | Brons | Totalt |
| ------ | --------------------- | ---- | ------ | ----- | ------ |
| 1      | Kina                  | 132  | 92     | 65    | 289    |
| 2      | Japan                 | 75   | 53     | 82    | 205    |
| 3      | Sydkorea              | 49   | 58     | 70    | 177    |
| 4      | Indonesien*           | 31   | 24     | 43    | 98     |
| 5      | Uzbekistan            | 21   | 24     | 25    | 70     |
| 6      | Iran                  | 20   | 20     | 22    | 62     |
| 7      | Taiwan                | 17   | 19     | 31    | 67     |
| 8      | Indien                | 15   | 24     | 30    | 69     |
| 9      | Kazakstan             | 15   | 17     | 44    | 76     |
| 10     | Nordkorea             | 12   | 12     | 13    | 37     |
| 11     | Bahrain               | 12   | 7      | 7     | 26     |
| 12     | Thailand              | 11   | 16     | 46    | 73     |
| 13     | Hongkong              | 8    | 18     | 20    | 46     |
| 14     | Malaysia              | 7    | 13     | 16    | 14     |
| 15     | Qatar                 | 6    | 4      | 3     | 13     |
| 16     | Mongoliet             | 5    | 9      | 11    | 25     |
| 17     | Vietnam               | 4    | 16     | 18    | 38     |
| 18     | Singapore             | 4    | 4      | 14    | 22     |
| 19     | Filippinerna          | 4    | 2      | 15    | 21     |
| 20     | Förenade arabemiraten | 3    | 6      | 5     | 14     |
| 21     | Kuwait                | 3    | 1      | 2     | 6      |
| 22     | Kirgizistan           | 2    | 6      | 12    | 20     |
| 23     | Jordanien             | 2    | 1      | 9     | 12     |
| 24     | Kambodja              | 2    | 0      | 1     | 3      |
| 25     | Saudiarabien          | 1    | 2      | 3     | 6      |
| 26     | Macao                 | 1    | 2      | 2     | 5      |
| 27     | Irak                  | 1    | 2      | 0     | 3      |
| 28     | Korea                 | 1    | 1      | 2     | 4      |
| 28     | Libanon               | 1    | 1      | 2     | 4      |
| 30     | Tadzjikistan          | 0    | 4      | 3     | 7      |
| 31     | Laos                  | 0    | 2      | 3     | 5      |
| 32     | Turkmenistan          | 0    | 1      | 2     | 3      |
| 33     | Nepal                 | 0    | 1      | 0     | 1      |
| 34     | Pakistan              | 0    | 0      | 4     | 4      |
| 35     | Afghanistan           | 0    | 0      | 2     | 2      |
| 35     | Myanmar               | 0    | 0      | 2     | 2      |
| 37     | Syrien                | 0    | 0      | 1     | 1      |
| Totalt | Totalt                | 465  | 465    | 622   | 1552   |

## Deltagande nationer
Samtliga 45 medlemsländer i Asiens olympiska råd deltog i spelen. I några sporter deltog Nordkorea och Sydkorea med ett gemensamt lag.
| - Afghanistan - Bahrain - Bangladesh - Bhutan - Brunei - Filippinerna - Förenade Arabemiraten - Hongkong - Indien - Indonesien - Irak - Iran | - Japan - Jemen - Jordanien - Kambodja - Kazakstan - Kina - Korea - Qatar - Kirgizistan - Kuwait - Laos - Libanon | - Macao - Malaysia - Maldiverna - Mongoliet - Myanmar - Nepal - Nordkorea - Oman - Pakistan - Palestina - Saudiarabien | - Singapore - Sri Lanka - Sydkorea - Syrien - Tadzjikistan - Kinesiska Taipei - Thailand - Turkmenistan - Uzbekistan - Vietnam - Östtimor |